# Antoni Puszet
Antoni Kajetan Puget-Puszet (ur. 17 lutego 1782 w Gościeńczycach, zm. 20 października 1831 w Elblągu) – uczestnik kampanii napoleońskich, powstaniec listopadowy.

## Życiorys
Wywodził się z rodziny pochodzenia francuskiego (Puget de la Marche et de Saint-Alban), osiadłej w Polsce od połowy XVII wieku, obdarzonej indygenatem w 1726  i potwierdzeniem tytułu baronowskiego w Polsce (1824–1829). Był synem Filipa Nereusza Pugeta i Anny Strzembosz, młodszy brat Jana.
15 stycznia 1807 roku rozpoczął służbę wojskową w stopniu kapitana. Został adiutantem generała Espagne. Dowodził 3 dywizją kirasjerów. Odbył kampanie 1807, 7 czerwca 1808 mianowany został adiutantem-majorem, przeszedł następnie do sztabu. Walczył m.in. pod Morągiem, Dobrym Miastem czy Frydlandem (1807). Podczas kampanii 1809 18 maja  mianowany został Kawalerem Orderu Legii Honorowej, a podczas bitwy pod Ennsdorf został ranny i dostał się do niewoli austriackiej. Po powrocie z niewoli dekretem Napoleona z 13 marca 1810  przeznaczony został jako kapitan do sztabu generała Nansouty. Odbył kampanie 1812–1813 roku. Podczas nich walczył m.in. pod Michaliszkami, Ostrownem, Mohylem. W bitwie pod Jüterbogiem (6 września 1813) otrzymał ciężką ranę w nogę i wzięty został wraz z bratem Janem do niewoli, w której przebywał 3 miesiące. Nie wszedł do czynnej służby w powstającej armii Królestwa Polskiego umieszczony na tzw. reformie, skierowany został na pobyt w departamencie warszawskim. 29 lutego 1816 Komisja rozpatrująca sprawy oficerów nie umieszczonych w służbie czynnej przyznała Puszetowi jednorazową gratyfikację w wysokości ośmiomiesięcznej gaży, 28 października 1816 otrzymał zwolnienie ze służby wojskowej potwierdzone dymisją wystawioną 25 listopada.
W 1816 roku złożył egzamin na urzędnika leśnego i został nadleśniczym w Pilwiszkach w pow. mariampolskim. Oskarżono go niesłusznie o nadużycia, dochodzenia wykazały bezpodstawność zarzutów. Ustąpił ze służby. Został naddzierżawcą majątku państwowego Antonowo w pow. mariampolskim. 5 grudnia 1826 otrzymał potwierdzenie przez deputację Senatu Królestwa Polskiego tytułu barona.
Po wybuchu powstania listopadowego jako dymisjonowany oficer został powołany w stopniu majora na członka Komitetu Obywatelskiego przy komisji obwodu mariampolskiego. Zajmował się organizowaniem straży bezpieczeństwa i gwardii narodowej na terenie pow. mariampolskiego. Cofając się przed Rosjanami został zmuszony do wkroczenia na teren Prus. Został internowany w Stołupianach. Uciekł z internowania i powrócił do Antonowa. Tam w marcu 1831 roku wzniecił powstanie. Obwołał się dowódcą powstania w woj. augustowskim. Prowadził działania partyzanckie. Zdobył między innymi Mariampol. Jednak ostatecznie został rozbity. Przyłączył się do powstania rosieńskiego. Powrócił do woj. augustowskiego. I tam znów został rozbity. 3 sierpnia 1831 roku w przebraniu dostał się do Warszawy. Rozkazem Wodza Naczelnego z 11 sierpnia został awansowany na stopień pułkownika i odznaczony Krzyżem Złotym Orderu Virtuti Militari nr 2014. W Warszawie przez kilka tygodni obłożnie chorował, a po kapitulacji miasta pociągnął z wycofującym się wojskiem polskim przez Modlin i Płock w kierunku granicy pruskiej, którą 5 października 1831 przekroczył.Internowany wraz z główną armią generała Rybińskiego w Prusach. Osadzony w Elblągu  gdzie zmarł 20 października pochowany został na miejscowym cmentarzu przy kościele katolickim Świętego Mikołaja.
27 maja 1819 w Warszawie ożenił się z Zofią Różą z Kochanowskich, córką Konstantego Kochanowskiego. Mieli jednego syna, Konstantego Judyta (1822-1882). Prawnukiem Antoniego Kajetana był rzeźbiarz Ludwik Puget.